# Nanolpium pusillum
Espèce
Synonymes
- Olpium pusillum Ellingsen, 1909
- Nanolpium falsum Beier, 1947

Nanolpium pusillum est une espèce de pseudoscorpions de la famille des Hesperolpiidae.

## Distribution
Cette espèce est endémique du Cap-Occidental en Afrique du Sud.

## Systématique et taxinomie
Cette espèce a été décrite sous le protonyme Olpium pusillum par Ellingsen en 1909. Elle est placée dans le genre Nanolpium par Beier en 1947. Nanolpium falsum a été placée en synonymie avec Nanolpium pusillum par Beier en 1964.

## Publication originale
- Strand, 1909 : Spinnentiere von Süd-Afrika und einigen Inseln gesammelt bei der Deutschen Südpolar-Expedition 1901-1903. Deutsche Südpolar-Expedition, vol. 10, p. 541-596.